# Wojciech Stanisław Lityński
Wojciech Stanisław Lityński herbu Sas (zm. 1764) – podstoli czerwonogrodzki w latach 1727–1764, pisarz grodzki latyczowski w 1727 roku, wicesregens latyczowski w 1723 roku, komornik ziemski kamieniecki w 1723 roku.
Jako deputat województwa podolskiego podpisał pacta conventa Stanisława Leszczyńskiego w 1733 roku. Był posłem województwa podolskiego na sejm elekcyjny 1733 roku. Poseł województwa podolskiego na sejm nadzwyczajny pacyfikacyjny 1736 roku. 